# 北宋广南东路帅臣列表
北宋广南东路帅臣，指广南东路安抚司的长官，或称安抚使，或称经略安抚使。

## 历任经略安抚使

### 宋太祖朝
岭南节度使
- 潘美
- 尹崇珂
- 潘美
- 张延范

### 宋太宗朝
- 李符（976年、978年）
- 李晖（976年、981年—984年）
- 杨克让（979年—980年）
- 徐休复（980年、988年）
- 李昌龄（985年）
- 许仲宣（987年）
- 雷有终（990年—991年）
- 向敏中（991年—992年）
- 李惟清（993年）
- 刘昌言（994年—995年）
- 李琯（996年）
- 董俨（996年—997年）

### 宋真宗朝
- 张鉴（998年—999年）
- 索湘（1000年）
- 卢之翰（1001年—1002年）
- 凌策（1002年—1004年、1006年）
- 高绅（1005年）
- 马亮（1007年—1010年）
- 杨覃（1010年—1011年）
- 邵晔（1011年—1013年）
- 陈世卿（1013年—1016年）
- 李应机（1016年—1018年）
- 段煜（1019年—1022年）

### 宋仁宗朝
- 段煜（1022年）
- 周实（1022年—1024年）
- 陈从易（1025年—1027年）
- 苏惟甫（1028年）
- 狄棐（1028年—1031年）
- 郎简（1032年—1034年）
- 任中师（1035年）
- 刘赓（1036年—1037年）
- 徐起（1038年）
- 段少连（1038年—1040年）
- 贾昌龄
- 方慎言（1041年）
- 刘夔（1041年—1043年）
- 魏瓘（1044年—1047年）
- 王居白（1047年—1048年）
- 田瑜（1049年）
- 郎简（1050年—1052年）
- 魏瓘（1052年）
- 刘湜（1053年—1055年）
- 李兑（1056年—1058年）
- 魏炎（1059年—1061年）
- 余靖（1061年—1063年）

### 宋英宗朝
- 余靖（1063年—1064年）
- 卢士宏（1064年—1066年）
- 吕居简（1067年）
- 元绛（1067年）

### 宋神宗朝
- 元绛（1067年）
- 张田（1068年）
- 王靖（1068年—1070年）
- 程师孟（1071年—1073年）
- 陈侗（1073年）
- 苏寀（1075年、1076年—1077年）

- 刘瑾（1075年—1076年）

- 曾布（1077年—1078年）
- 陈绎（1078年—1080年）
- 熊本（1081年—1082年）
- 王临（1082年—1084年）
- 孙颀（1084年—1085年）

### 宋哲宗朝
- 孙颀（1085年—1086年）
- 杨汲（1086年）
- 蒋之奇（1086年—1089年）
- 蔡卞（1089年—1090年）
- 路昌衡（1089年—1093年）
- 唐义问（1093年—1094年）
- 章楶（1094年—1095年）
- 王古（1096年）
- 柯述（1097年—1098年）

### 宋徽宗朝
- 朱服（1099年—1102年）
- 刘拯（1102年）
- 时彦（1103年—1105年）
- 王涣之（1105年—1106年）
- 王端（1107年）
- 曾孝广（1108年）
- 方会（1109年）
- 席震（1109年—1111年）
- 陈举（1112年）
- 张励（1113年）
- 陈觉民（1114年—1116年）
- 程邻（1117年—1118年）
- 徐铸（1119年—1120年）
- 周穜（1120年—1121年）
- 孙羲叟（1121年—1123年）
- 孙竣（1124年—1125年）

### 宋钦宗朝
- 孙竣（1125年—1126年）